# Krasava (Krupanj)
Krasava (Servisch: Красава) is een plaats in de Servische gemeente Krupanj. De plaats telt 649 inwoners (2002).